# Antioco IV di Commagene
Gaio Giulio Antioco Epifane (greco: Γαίος Ἰούλιος Ἀντίοχος ὀ Ἐπιφανής; prima del 17 – dopo il 72) è stato l'ultimo re di Commagene.

## Biografia

### Famiglia e giovinezza
Antioco era figlio di Antioco III di Commagene e di Iotapa di Commagene. Sua sorella e più tardi moglie fu Iotapa I. La famiglia, di origine armena, greca e meda, discendeva da Seleuco I di Siria.
Il padre morì nel 17, quando lui era ancora molto giovane. Passò la gioventù a Roma, sotto la protezione di Antonia minore, membro della famiglia imperiale, in compagnia di altri principi di stati clienti romani.

### Regno
Nel 38 ricevette da Caligola il paterno regno di Commagene, con l'aggiunta di una parte della Cilicia e di un milione di monete d'oro, frutto delle tasse riscosse nella regione mentre era a Roma. Un atto del genere si spiega con il fatto che Antioco, così come Erode Agrippa I, era amico personale di Caligola.
Nel 53 stroncò una ribellione in Cilicia. Poco dopo perse il regno, che gli fu restituito da Claudio alla sua elezione a imperatore.
Nel 58 si impegnò, per ordine di Nerone, nelle guerre armeno-partiche contro Tiridate I e Vologese I: come compenso, nel 63 ricevette da Nerone una parte dell'Armenia Maggiore.
Nel 70 fu al fianco di Vespasiano quando questi fu proclamato imperatore dai suoi soldati; si dice fosse il più ricco tributario dell'impero. Lo stesso anno gli inviò truppe in aiuto contro la Giudea.

Commagene ed Armenia attorno al 50.

Nel quarto anno di regno di Vespasiano (dal luglio del 72), Antioco fu implicato in vicende tali che lo portarono a dover rinunciare al trono del regno "cliente" di Commagene a vantaggio di un'annessione romana. Giuseppe Flavio racconta che il governatore di Siria, Lucio Cesennio Peto, non sappiamo se in buona o cattiva fede nei confronti di Antioco, mandò una lettera a Vespasiano accusando lo stesso regnante, insieme suo figlio Epifane, di voler ribellarsi ai Romani e di aver già preso accordi con l'Impero partico. Bisognava prevenirli per evitare una guerra che coinvolgesse l'Impero romano. Giuntagli una simile denuncia, l'imperatore non poté non tenerne conto, tanto più che la città di Samosata, la maggiore della Commagene, si trova sull'Eufrate, da dove i Parti avrebbero potuto guadare il fiume ed entrare facilmente entro i confini imperiali. Così Peto venne autorizzato ad agire nel modo più opportuno. Il comandante romano allora, senza che Antioco e i suoi se l'aspettassero, invase la Commagene alla testa della legio VI Ferrata insieme ad alcune coorti e ali di cavalleria ausiliaria, oltre ad un contingente di alleati del re Aristobulo di Calcide e di Soemo di Emesa.
L'invasione avvenne senza colpo ferire, poiché nessuno si oppose all'avanzata romana o resistette. Una volta venuto a sapere della notizia, Antioco non pensò di far guerra ai romani, al contrario preferì abbandonare il regno, allontanandosi di nascosto su un carro con moglie e figli. Giunto a centoventi stadi dalla città verso la pianura, vi si accampò.
Frattanto Peto inviò un distaccamento a occupare Samosata con un presidio, mentre col resto dell'esercito si diresse alla ricerca di Antioco. I figli del re, Epifane e Callinico, che non si rassegnavano a perdere il regno, preferirono impugnare le armi e tentarono di fermare l'armata romana. La battaglia divampò violenta per un'intera giornata; ma anche dopo questo scontro, dall'esito incerto, Antioco preferì fuggire con la moglie e le figlie in Cilicia. L'aver abbandonato i due figli e tutti i sudditi al loro destino generò un tale sconcerto nel morale delle sue truppe che alla fine i soldati commageni preferirono consegnarsi ai romani. Al contrario, Epifane e Callinico, accompagnati da una piccola scorta, attraversano l'Eufrate e si rifugiarono presso Vologase I di Partia, che li accolse con tutti gli onori.
Antioco giunse a Tarso in Cilicia, ma qui venne catturato da un centurione inviato da Peto a cercarlo. Arrestato, fu tradotto a Roma in catene. Vespasiano però, non volendo vederlo in quelle condizioni, perché rispettoso dell'antica amicizia, durante il viaggio ordinò che fosse liberato dalle catene e lo fece sostare a Sparta. Qui gli concesse cospicue rendite, al fine di poter mantenere un tenore di vita da re. Quando queste informazioni giunsero a Epifane e Callinico, che avevano temuto per la sorte del padre, si sentirono liberati da una grave peso e cominciarono a sperate di potersi riconciliare con l'imperatore. Chiesero pertanto a Vologese di potergli scrivere per perorare la loro causa. Essi, pur venendo trattati bene, non riuscivano ad adattarsi a vivere al di fuori dell'Impero romano. Vespasiano concesse loro, generosamente, di trasferirsi senza paura a Roma insieme al padre, ove sarebbero stati trattati con ogni riguardo.
Iotapa rimase invece ad Atene, così come suo nipote Filopappo (figlio di Antioco Epifane).

## Monetazione
Antioco coniò diverse monete, in alcune delle quali si può leggere sul recto ΒΑΣΙΛΕΥΣ ΜΕΓΑΣ ΑΝΤΙΟΧΟΣ ("gran re Antioco"), mentre al verso ΚΟΜΜΑΓΗΝΩΝ ("dei Commageni"), con uno scorpione ed una corona di alloro.
Coniò delle monete anche in onore della moglie Iotapa; alla sua morte, le dedicò la città di Iotape.